# Yoshihiro Kitazawa
Yoshihiro Kitazawa (jap. 北沢欣浩 Kitazawa Yoshihiro; ur. 4 sierpnia 1962 w Kushiro) – japoński łyżwiarz szybki, srebrny medalista olimpijski.

## Kariera
Największy sukces w karierze Yoshihiro Kitazawa osiągnął w 1984 roku, kiedy podczas igrzysk olimpijskich w Sarajewie wywalczył srebrny medal w biegu na 500 m. W zawodach tych wyprzedził go jedynie Siergiej Fokiczew z ZSRR, a trzecie miejsce zajął Gaétan Boucher z Kanady. Kitazawa został tym samym pierwszym japońskim panczenistą, który zdobył medal olimpijski. Na tych samych igrzyskach Kitazawa zajął 31. miejsce w biegu na 1000 m. W 1984 roku wystąpił także na mistrzostwach świata w wieloboju sprinterskim w Trondheim, kończąc rywalizację na 22. miejscu. Na arenie krajowej jego najlepszym wynikiem był brązowy medal zdobyty podczas sprinterskich mistrzostw Japonii w 1984 roku.